# Qaqortoq Museum
Qaqortoq Museum er et museum i Qaqortoq (Julianehåb), som er Grønlands fjerde største by. 
Museet udstiller en række gamle inuit både, fangstredskaber og nationaldragter. De har også rekonstrueret «det røde værelse» og «det blå værelse», hvor henholdsvis Knud Rasmussen og Charles Lindbergh har overnattet. I 2006 startede museet et projekt om at bygge en umiak, som er en traditionel grønlandsk båd med en træramme dækket af sælskind.
Museet ligger i Sydgrønlands ældste bygning, som er fra 1804. 